# 今泉篤男
今泉 篤男（いまいずみ あつお、1902年7月7日 - 1984年1月19日）は、日本の美術評論家。

## 経歴
山形県生まれ。旧制山形高校を経て東京帝国大学卒。1932年ヨーロッパに渡り、パリ大学、ベルリン大学に学ぶ。1934年帰国、美術評論を始め、1936年美術批評家協会を創立、1952年国立近代美術館次長、1967年京都国立近代美術館館長、1969年まで務めた。

## 著書

### 単著
- ルノアル アトリエ社 1938
- 前田寛治 アトリエ社 1941
- ゴッホ 美術出版社 1951
- 西洋の美術 小峰書店 1956
- 現代画家論  美術出版社 1958
- 現代美術の作家たち 中央公論美術出版 1972-75
- 今泉篤男著作集  全6巻 求龍堂 1979
- 二つの絵 用美社 1984

### 編著
- 世界の名画 岡鹿之助共編 美術出版社 1951
- 西洋美術辞典 山田智三郎共編 東京堂出版 1954
- 抽象と幻想 本間正義共編 東都文化出版 1955
- 近代洋画の歩み 西洋と日本 東都文化出版 1955
- 世界名画物語 アルス 1956 (日本児童文庫)
- 現代ヨーロッパの陶芸 吹田安雄共編著 淡交社 1980